# City Limits
City Limits è un film del 1934 diretto da William Nigh. Uscì nelle sale statunitensi il 15 aprile 1934, distribuito dalla Monogram Pictures.